# 大牟田市立松原中学校
大牟田市立松原中学校（おおむたしりつまつばらちゅうがっこう）は、福岡県大牟田市に所在する公立中学校。

## 所在地
- 福岡県大牟田市大正町5丁目4番地16

## 沿革
- 1947年 - 大牟田市立第二中学校設立
- 1950年 - 大牟田市立松原中学校と改称

## 通学区域
- 大正小学校区
- 中友小学校区[1]

## 主な卒業生
- 森健心 - 柔道選手

## 周辺
- 鹿児島本線・ 西鉄天神大牟田線 - 大牟田駅
- 国道389号
- 福岡県道・佐賀県道18号大牟田川副線